# Trinkhalm

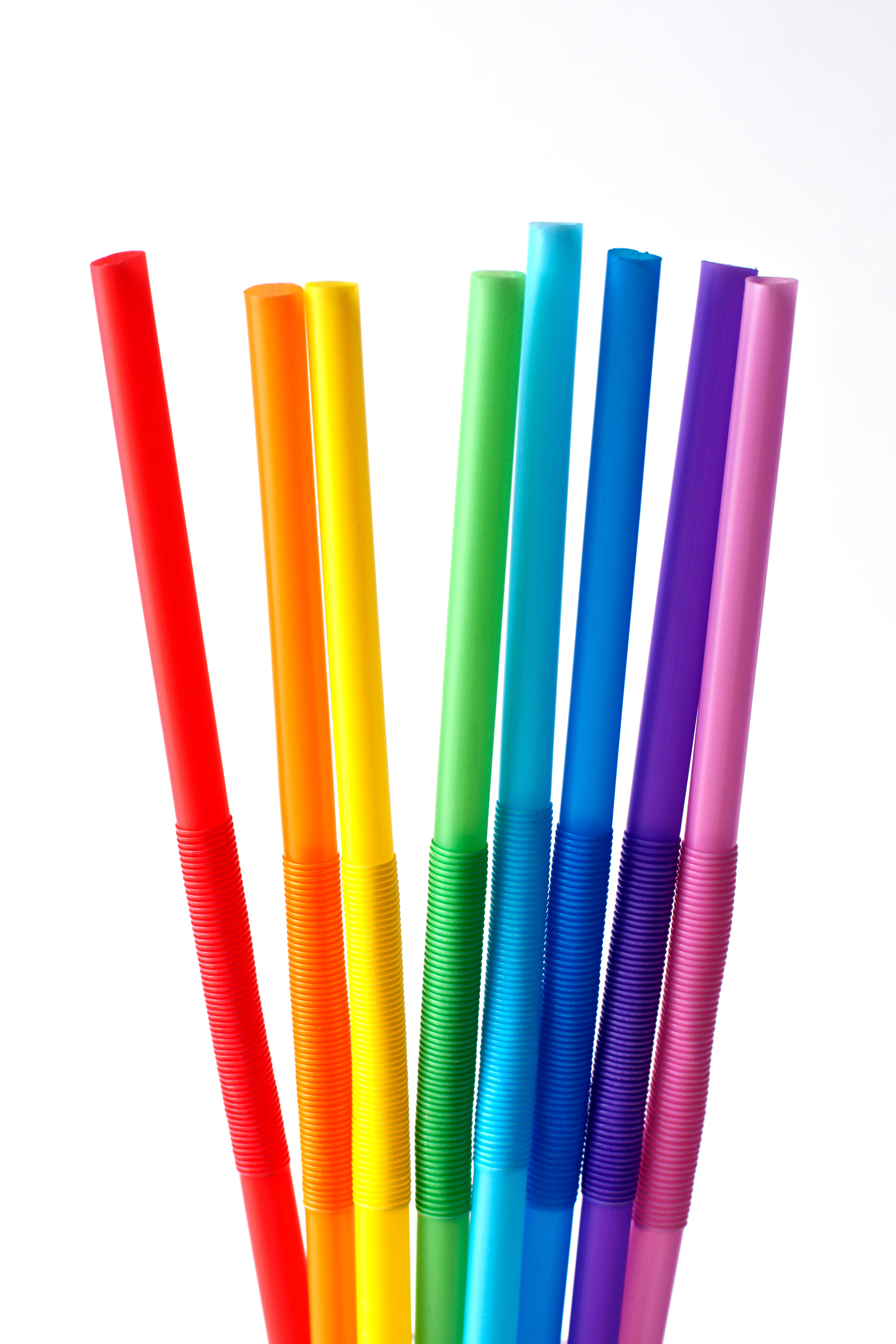
Trinkhalme

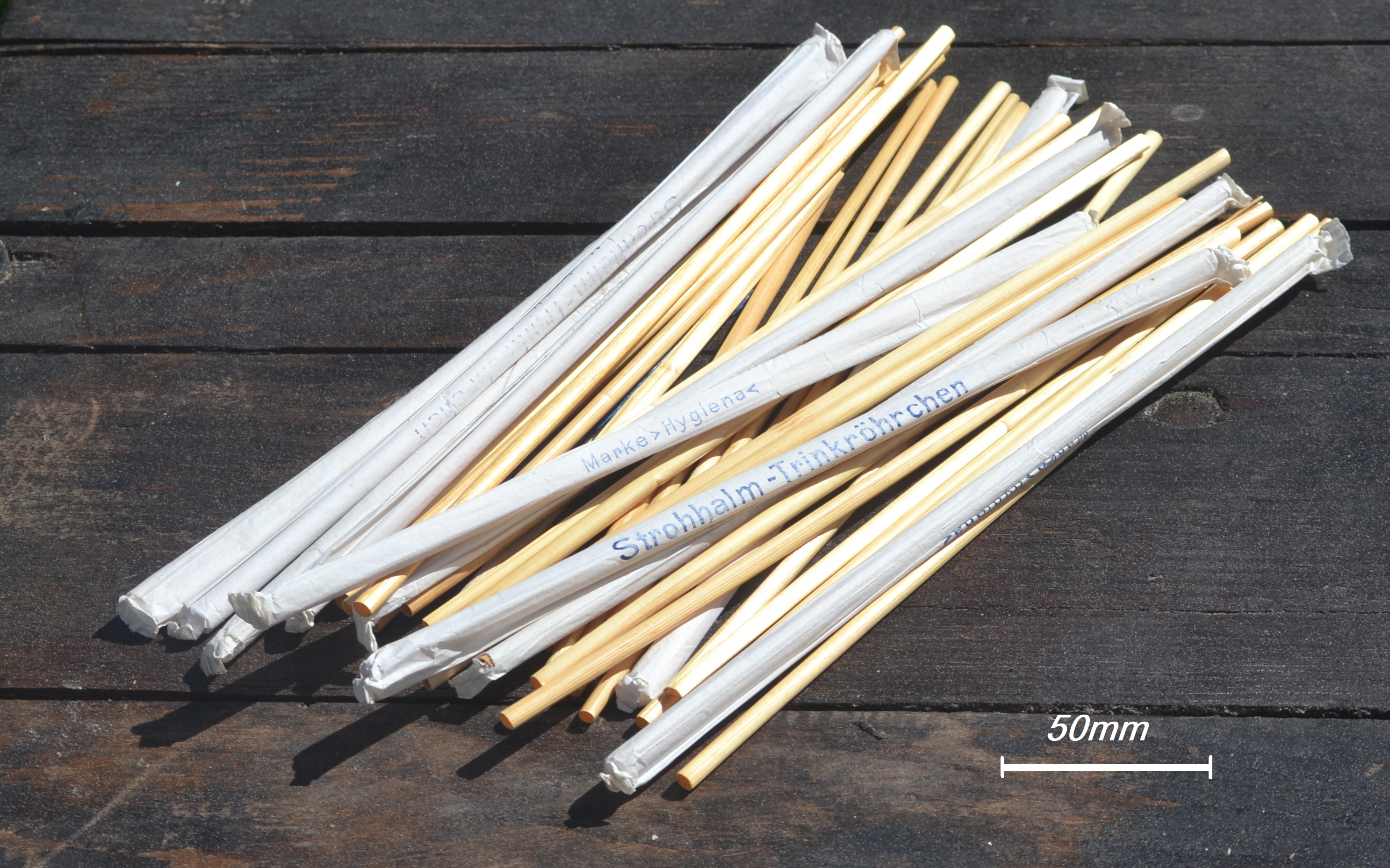
Strohhalme, ca. 1960

Ein Trinkhalm (auch Getränkehalm oder Trinkrohr), aufgrund seiner ursprünglichen Fertigung aus Stroh auch Strohhalm genannt, ist ein Hilfsmittel, mit dem sich Flüssigkeiten ansaugen lassen, um diese zu trinken.
Der Durchmesser beträgt zum Beispiel 6 mm und die Länge reicht etwa von 15 bis über 30 cm.
Trinkhalme sind als Einwegprodukte dünnwandig und bestehen dann typischerweise aus Polyethylen oder Polypropylen.
Trinkröhrchen werden auch aus dickwandigen Kunststoffen, Edelstahl, bruchfestem Glas, Maisstärke (Nudeln), Silikon, Papier oder Bambus hergestellt.
Strohhalme wurden schon von den Sumerern gebraucht. Ein Trinkhalm wurde 1888 von Marvin C. Stone patentiert.

## Geschichte

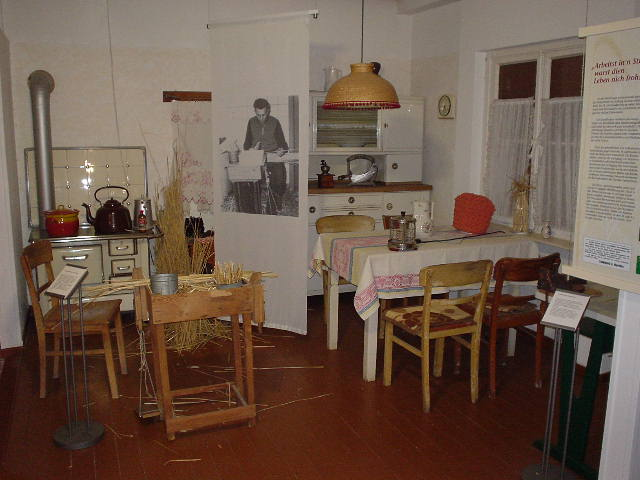
Küche aus den 1950er Jahren im Museum der Strohverarbeitung: Trinkhalmfertigung in Heimarbeit

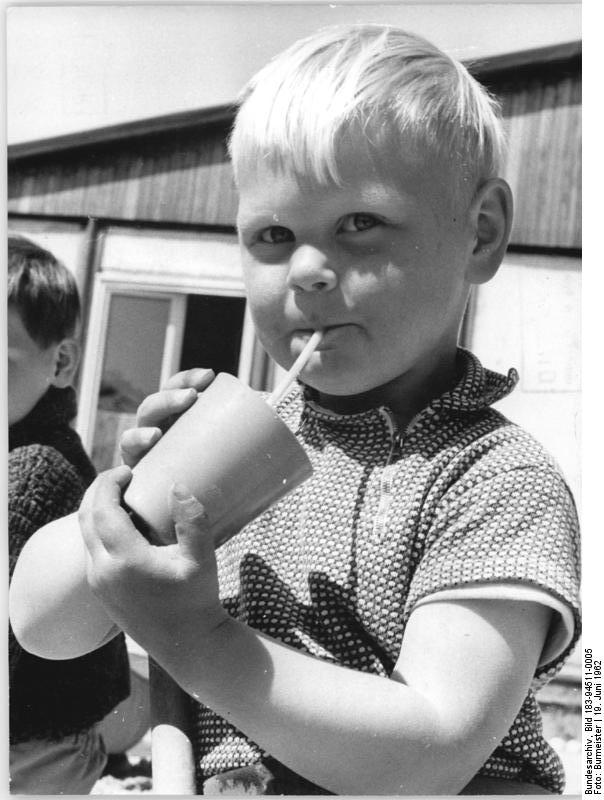
Kind trinkt mit Trinkhalm (1962)

Die ersten bekannten Trinkhalme wurden von den Sumerern zum Trinken von Bier hergestellt. Vermutlich sollte so die Aufnahme von festen Nebenprodukten der Fermentation, die zu Boden sinken, vermieden werden. Der älteste noch existierende Trinkhalm wurde in einem sumerischen Grab aus der Zeit von 3000 v. Chr. gefunden, er besteht aus einem Goldrohr mit einem eingelassenen Lapislazuli. In Argentinien und den Nachbarländern wurden ähnliche metallische Gegenstände namens Bombilla verwendet, die beim Trinken von Mate-Tee gleichzeitig sowohl als Strohhalm wie auch als Sieb dienten.
In den 1800er Jahren kamen Trinkhalme aus Lolch (Weidelgras) in Mode, da diese günstig und weich waren. Unglücklicherweise wurden sie in Flüssigkeiten mit der Zeit weich. Aus diesem Grund patentierte Marvin C. Stone 1888 den modernen Trinkhalm aus Papier. Er hatte diese Idee an einem heißen Tag während er einen Mint Julep trank, da der Cocktail beim Trinken einen grasigen Beigeschmack hatte. Für den Trinkhalm wickelte er einen Streifen Papier um einen Bleistift und klebte das Ende an. Später verbesserte er die Herstellung mit einer einfachen Maschine, die die Außenseite des Strohhalms mit Wachs beschichtete, damit sich der Klebstoff nicht mehr im Bourbon löste.

## Typische Form

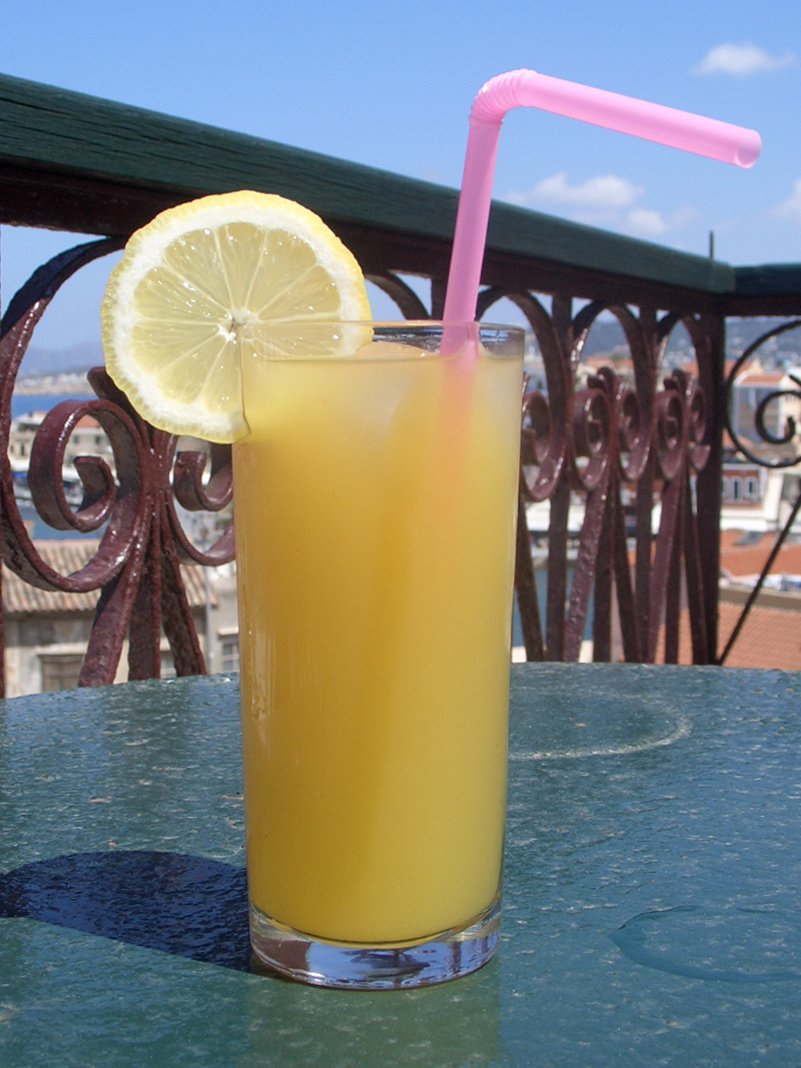
Getränk mit Knicktrinkhalm

Die Trinkhalme für den Massengebrauch sind Wegwerfartikel und praktisch in jeder vorstellbaren Farbe und Länge sowie mit unterschiedlichsten Durchmessern erhältlich. Auch diverse Verzierungen, beispielsweise mit Leuchtstoffen, sind für den Partybedarf zu finden. Es gibt sie in Form von Knoten, Spiralen, Wellen etc. Die häufigsten Formen sind gerade und starr oder sind im oberen Bereich durch einen Balgen zum Abknicken geeignet. Am unteren Ende sind die Halme entweder gerade abgeschlossen oder schräg abgeschnitten, um Getränkekartons an einer vorgegebenen Stelle zu durchstoßen.

## Weitere Trinkhalme
- Trinkhalme aus Papier haben sich in der Clubszene und in Trinklokalen als Ersatz für Trinkhalme aus Plastik etabliert.[3] Ebenso wie Trinkhalme aus Bambus sind Trinkhalme aus Papier jedoch nach einer Untersuchung der Universität Antwerpen häufig mit langlebigen und potentiell giftigen Chemikalien belastet.[4] Als weiterer wesentlicher Nachteil gilt die kurze Verwendungsdauer, die sich auf ein bis zwei Stunden beläuft.
- Trinkhalme aus Silikon oder aus hartem, dickwandigem Kunststoff sind dem gebräuchlichen Einwegkunststoffhalm am ähnlichsten. Sie sind wiederverwendbar und spülmaschinenfest.
- Trinkhalme aus Glas können auch beliebig oft verwendet werden und lassen sich auch in der Spülmaschine reinigen. Sie sind zerbrechlich und können dabei Verletzungen verursachen.
- Trinkhalme aus Bambus sind teilweise wiederverwendbar. Sie zeigen bald Verschleißspuren.
- Trinkhalme aus Edelstahl sind sehr stabil und rostfrei und können wiederverwendet werden. Meist wird auch eine Bürste zur Reinigung mitgeliefert. Als Nachteil kann der metallartige Eigengeschmack gelten.
- Trinkhalme aus Hartweizengrieß (sogenannte Pastahalme) sind umfunktionierte Nudeln. Der gängige Durchmesser beträgt 0,6 cm und die Länge beträgt 22,5 bis 25 cm. Die Trinkhalme sind nicht wiederverwendbar und behalten ihre Härte nur bis zu zwei Stunden bei. Ein markantes Merkmal ist jedoch der Eigengeschmack.
- Trinkhalme aus Polylactid (kurz PLA, ein Biokunststoff)[5] sind in Industriekompostern innerhalb von 90 Tagen biologisch abbaubar. PLA-Trinkhlame haben die gleichen Gebrauchseigenschaften wie konventionelle Kunststoffhalme. Zur Kompostierbarkeit siehe Polylactide#Biologische Abbaubarkeit.
- Trinkhalme aus den stehengebliebenen Halmen nach der Roggen-Ernte können in der Spülmaschine gereinigt werden.[6]
- Trinkhalme aus Süßwaren und Frühstücksflocken wurden schon Ende der 2000er Jahre zeitweise vertrieben.[7]

## Sonderformen
Das obere Ende kann Löcher statt einer großen Öffnung aufweisen (sog. Sensory Straw), womit sich das Getränk gleichmäßiger im Mund verteilt.

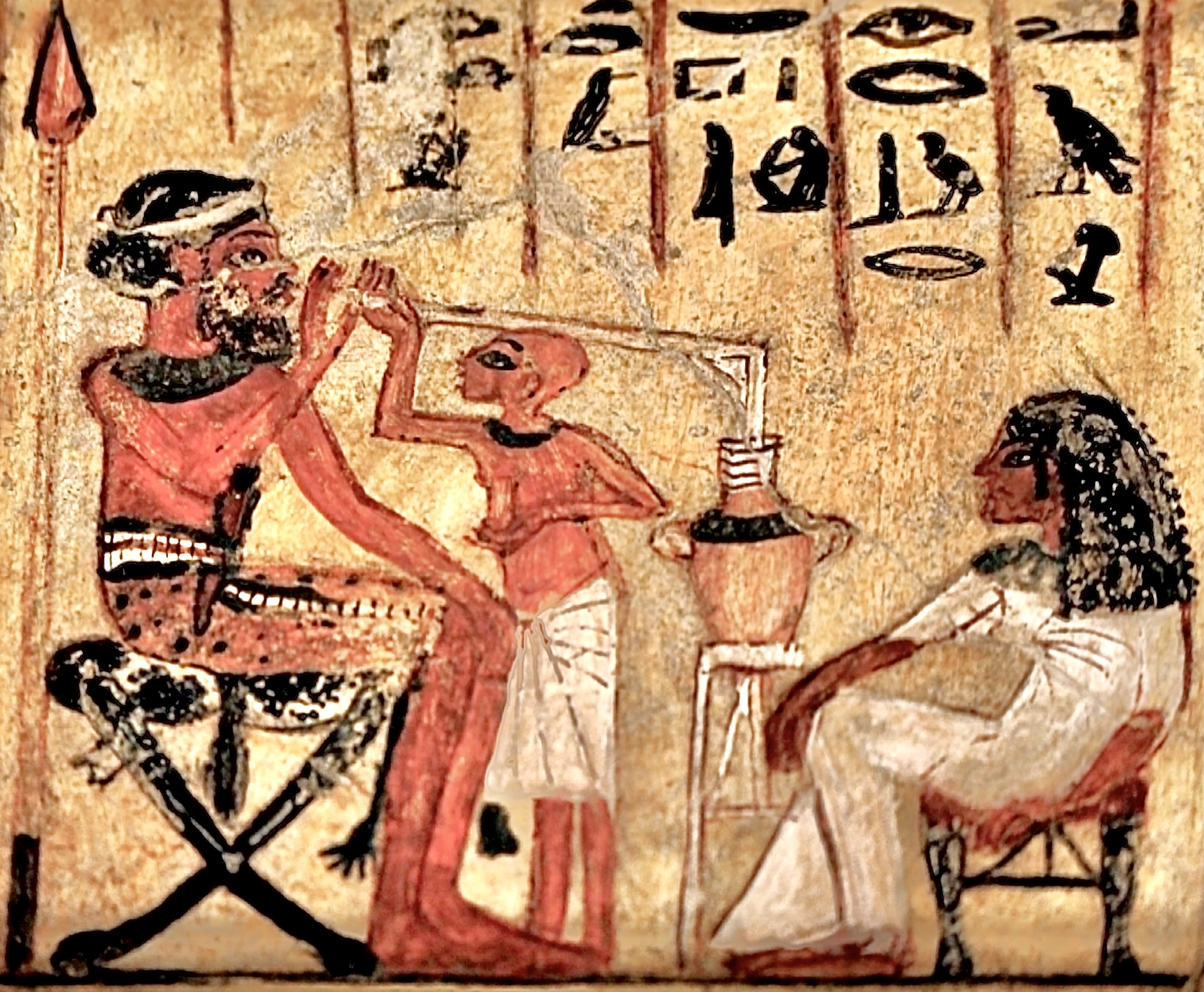
Bemalte Stele aus Kalkstein, die einen syrischen Söldner darstellt, der Bier durch einen Trinkhalm trinkt. Neues Reich, 18. Dynastie, Echnaton (Amenophis IV)., 1351-1334, v. Chr. Ägyptisches Museum Berlin

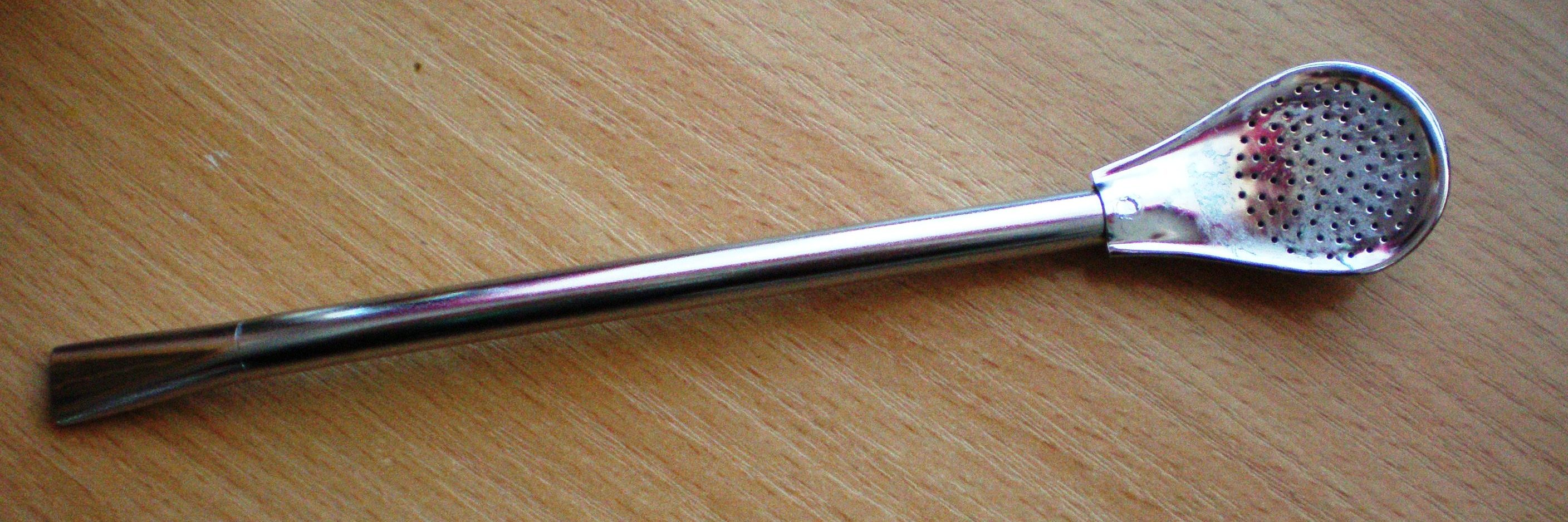
Siebtrinkhalm (Bombilla)

Eine weitere Variante ist das Anformen einer Art Löffel am unteren Ende des Trinkhalms. Dadurch kann man sowohl umrühren als auch trinken, ohne mehrere „Hilfsmittel“ im Glas zu haben.
Es werden weiterhin Trinkhalme hergestellt, die sich teleskopartig auf die nahezu doppelte Länge ausziehen lassen.
Manche Trinkhalme sind nicht gerade, sondern im oberen Teil mehrmals gewunden.
Halme können auf der Innenseite mit Vitaminen und Aromen ausgerüstet werden; beim Trinken werden diese dann gelöst und mit dem Getränk aufgenommen.
In Südamerika wird Mate-Tee durch ein metallenes Löffel-Sieb-Trinkröhrchen (Bombilla) getrunken, dessen Sieb am unteren Ende verhindert, dass die Teeblätter des Matetees mit eingesogen werden.

## Umweltschutz und rechtliche Situation
In der Europäischen Union (EU-28) wurden 2018 nach einer Schätzung der Umweltorganisation Sea at Risk jährlich etwa 36,4 Milliarden Trinkhalme weggeworfen.
Im Dezember 2018 wurde daher im Europäischen Parlament eine Richtlinie beschlossen, nach der Kunststoffeinwegprodukte, also auch Trinkhalme, ab 2021 in der Europäischen Union nicht mehr erlaubt sind. Durch die Richtlinie sollen bis 2030 Umweltschäden in Höhe von 22 Milliarden Euro vermieden werden.
In Taiwan wurde ein Verbot von Einwegkunststoffstrohhalmen für große Restaurantketten ab 2019 und eine generelle Reduzierung von Einwegkunststoffstrohhalmen bis zum Jahr 2030 beschlossen.
Das Europaparlament hat strikte Regelungen im zukünftigen Umgang mit Kunststoffmüll verabschiedet, die viele Hersteller nun unter Druck setzen. Um die Verschmutzung der Weltmeere mit Kunststoffmüll zu verringern, wurden unter anderem folgende gesetzliche Regelungen erlassen:
Ab 2021 sollen Einwegkunststoffstrohhalme in der ganzen EU verboten werden. Auch Einweggeschirr aus Kunststoff, wie Teller, Becher und Besteck, soll bis zu diesem Zeitpunkt verboten werden. Wattestäbchen und Getränkerührstäbchen dürfen dann nicht mehr aus Kunststoff bestehen.
29 Millionen Tonnen Kunststoffmüll verursachen die Europäer im Jahr 2018. Allein in Deutschland fielen 2019 6,3 Millionen Tonnen Kunststoffabfälle an.
In den Vereinigten Staaten kündigte Präsident Joe Biden im Juli 2024 eine nationale Strategie zur graduellen Reduzierung bis zur vollständigen Vermeidung von Einweg-Plastikutensilien, wie Plastik-Trinkhalmen bis zum Jahr 2035 an. Sein Amtsnachfolger Donald Trump unterzeichnete am 10. Februar 2025 eine executive order, mit der Regierungsinstitutionen angewiesen wurden, den Kauf von Papiertrinkhalmen zu stoppen. Sein Ziel sei es, so Trump, deren Verwendung ganz zu beseitigen, da sie „nicht funktionierten“ und sich „abscheulicherweise“ im Mund des Konsumenten auflösten.
Papertrinkhalme, beispielsweise aus Papier, Bambus oder Bagasse, wurden in einigen Studien kritisch gesehen, da sie mitunter signifikante Anteile an biologisch schwer abbaubaren Chemikalien, wie per- und polyfluorierte Alkylverbindungen (PFAS) enthielten.

## Auswirkungen bei Alkoholkonsum
Es existiert die unbelegte Hypothese, dass man schneller betrunken werde, wenn man ein alkoholisches Getränk durch einen Trinkhalm trinkt. Hierfür gibt es vermutlich zwei Gründe: Zum einen wird das Getränk durch den Trinkhalm in kleineren Schlucken durch den Mund befördert, so dass ein größerer Teil des Alkohols schon im Mund durch die Mundschleimhaut ins Blut gelangen kann. Zum anderen wird Alkohol im Magen durch das Enzym Alkoholdehydrogenase zu einem gewissen Teil abgebaut. Für den Alkohol, der über die Mundschleimhaut direkt ins Blut gelangt, kann dieser Abbauprozess aber nicht wirken. Eine dritte Hypothese behauptet, dass mit Halm vermehrt Alkoholdämpfe eingeatmet und über die Lunge beschleunigt aufgenommen würden.